# Adobe OnLocation
Adobe OnLocation是一款视频录制及监视软件，前身为Serious Magic DV Rack。它为用户提供高质量的视频多媒体文件，涵盖了笔记本电脑到工作站等广泛的适用范围。
OnLocation是DV/HDV数字磁盘记录器同一个监控系统的结合体，它能够运行在外挂便携式摄像机的Windows笔记本上。　　
作为一个磁盘记录器，OnLocation可以直接从磁盘上捕捉视频，而无需受到诸如“磁带长度”这样的限制。除了具备传统的录音功能，它还能录制静帧或是延时场景片断，甚至能够对buffer进行录制，录制时间长达30秒之久。要是以往，这些精彩的镜头可能就跳过了。　　
程序的监控工具包含一系列的scope，例如波形监视器和矢量显示器——从而从根本上把你的笔记本转变成一款轻量级的引用监控器。它提供校准工具，含有多画面、双条码（dual-zebra）模式。